# Ти си дио мене
Ти си дио мене је четврти албум Аде Гегаја. Издат је 1990. године.